# Captive insurance
Captive Insurance jest firmą ubezpieczeniową należącą do jednego podmiotu gospodarczego, grupy zawodowej lub grupy firm powiązanych. Nazwa Captive Insurance jest używana dla specyficznych zakładów ubezpieczeń, których głównym celem działalności jest zabezpieczenie ryzyk nieubezpieczalnych na rynku tradycyjnym oraz właścicielom captive’u.
Na świecie jest kilka odmian captive insurance: Pure Single Captive, Parent Captive lub też Captive Insurance, powiązany z PCC (Protected Cell Company).
Captive Insurance jest używany do ART (Alternative Risk Transfer) – (Alternatywnego transferu ryzyka). Daje to właścicielom możliwości obniżenia składki ubezpieczeniowej dotychczas opłacanej przez przedsiębiorstwo. Finansowanie negatywnych skutków ryzyk tzw. nieubezpieczalnych, wyrównanie bilansu firmy posiadającej Captive Insurance, partycypacja w zyskach technicznych w niskoopodatkowym centrum profitu, podwyższenie zdolności kredytowej (Cash Flow) i planowanie podatkowe.